# Gordon Jump
Alexander Gordon Jump (Dayton, 1º aprile 1932 – Los Angeles, 22 settembre 2003) è stato un attore statunitense.

## Filmografia parziale

### Cinema
- 1999: conquista della Terra (Conquest of the Planet of the Apes), regia di J. Lee Thompson (1972)
- Detective G (Trouble Man), regia di Ivan Dixon (1972)
- Skateboard, regia di George Gage (1978)
- Fury (The Fury), regia di Brian De Palma (1978)
- Visite a domicilio (House Calls), regia di Howard Zieff (1978)
- Un folle trasloco (Moving), regia di Alan Metter (1988)
- Nella buona e nella cattiva sorte (Honeymoon Academy), regia di Gene Quintano (1989)

### Televisione
- Il tempo della nostra vita (Days of Our Lives) – soap opera, 8 puntate (1966-1967)
- Get Smart – serie TV, 4 episodi (1966-1967)
- The Outsider – serie TV, episodio 1x11 (1968)
- Doris Day Show (The Doris Day Show) – serie TV, 5 episodi (1969-1971)
- Le pazze storie di Dick Van Dyke (The New Dick Van Dyke Show) – serie TV, 4 episodi (1971-1973)
- La famiglia Partridge (The Partridge Family) – serie TV, 7 episodi (1970-1974)
- Lou Grant – serie TV, 6 episodi (1977)
- Bolle di sapone (Soap) – serie TV, 12 episodi (1977-1978)
- WKRP in Cincinnati – serie TV, 90 episodi (1978-1982)
- Il mio amico Arnold (Diff'rent Strokes) – serie TV, episodi 5x16-5x17 (1983)
- La signora in giallo (Murder, She Wrote) – serie TV, episodio 2x22 (1986)
- Love Boat (The Love Boat) – serie TV, 6 episodi (1980-1987)
- Genitori in blue jeans (Growing Pains) – serie TV, 11 episodi (1986-1991)
- The New WKRP in Cincinnati – serie TV, 47 episodi (1991-1993)
- Baywatch – serie TV, episodi 5x01-5x02 (1994)